# Janek Rieke
Janek Rieke (* 23. April 1971 in Hamburg) ist ein deutscher Schauspieler und Regisseur.

## Leben
Zunächst studierte er drei Jahre lang Philosophie, bevor er am Hamburger Institut für Theater, Musiktheater und Film ein Regiestudium begann, das er 1996 mit dem Kurzfilm Jenseits von Schweden abschloss.
1997 folgte – ebenfalls unter seiner Regie – Härtetest, sein erster langer Spielfilm, der in den Kategorien Bester Film und Beste Hauptdarstellerin (Lisa Martinek) beim Deutschen Filmpreis nominiert wurde und den Publikumspreis beim Max-Ophüls-Festival in Saarbrücken gewann. In beiden Filmen spielte er selbst auch Hauptrollen.
Daneben war Rieke außerdem in Kurzfilmen wie Hundsgemein (1997, Regie: Nils Willbrandt) und The Sherut Taxi (1997; Regie: Holger Borggrefe) zu sehen und übernahm mehrere Theaterrollen bei der Comedy Company Hamburg. 1999 wirkte er in den TV-Produktionen Untergrund (Regie: Jörg Lühdorff) und an der Seite von Nina Petri und Christian Redl in Christian Görlitz’ Das gestohlene Leben mit. Von 2010 bis 2015 spielte er in 42 Folgen den Kommissar Max Winter in der Krimiserie Der Kriminalist. 25 Jahre nach Härtetest wurde die zweite Regie-Arbeit von Janek Rieke  Beule – Zerlegt die Welt beim 30. Hamburger Filmfest gezeigt.

## Filmografie

### Regie
- 1994: Die hirnlose Frau (Kurzfilm)
- 1995: Neulich am Deich (Kurzfilm)
- 1996: Jenseits von Schweden (Kurzfilm)
- 1998: Härtetest
- 2022: Beule – Zerlegt die Welt

### Drehbuch
- 1995: Neulich am Deich (Kurzfilm)
- 1996: Jenseits von Schweden (Kurzfilm)
- 1998: Härtetest
- 2022: Beule – Zerlegt die Welt

### Darsteller
- 1994: Die hirnlose Frau (Kurzfilm)
- 1996: Jenseits von Schweden (Kurzfilm)
- 1997: Sherut Taxi (1998) (Kurzfilm) – Regie: Holger Borggrefe
- 1997: HundsGemein – Regie: Nils Willbrandt
- 1998: Härtetest – Regie: Janek Rieke
- 1999: Das gestohlene Leben – Regie: Christian Görlitz
- 1999: Untergrund
- 2000: Die Einsamkeit der Krokodile – Regie: Jobst Oetzmann
- 2001: Sag einfach ja! – Regie: Karen Müller
- 2001: Ratten – Sie werden Dich kriegen! – Regie: Jörg Lühdorff
- 2001: Tatort – Exil! – Regie: Thomas Bohn
- 2002: Wilsberg und der Tote im Beichtstuhl
- 2003: Lichter – Regie: Hans Christian Schmid
- 2003: Eierdiebe – Regie: Robert Schwentke
- 2003: Herr Lehmann – Regie: Leander Haußmann
- 2003: Tatort – Stiller Tod – Regie: Richard Huber
- 2004: Ratten 2 – Sie kommen wieder! – Regie: Jörg Lühdorff
- 2004: Tatort – Märchenwald – Regie: Christiane Balthasar
- 2004: Kommissar Rex (Fernsehserie, 1 Folge)
- 2005: Die weiße Massai – Regie: Hermine Huntgeburth
- 2005: Nicht ohne meinen Schwiegervater – Regie: Michael Karen
- 2006: Heute heiratet mein Ex – Regie: Edzard Onneken
- 2006: Freundinnen fürs Leben – Regie: Buket Alakuş
- 2006: Nichts als Gespenster – Regie: Martin Gypkens
- 2006: Tod einer Freundin – Regie: Diethard Klante
- 2006: Nicht ohne meine Schwiegereltern – Regie: Martin Gies
- 2007: Einsatz in Hamburg – Die letzte Prüfung
- 2007: Ein starkes Team – Stumme Wut
- 2008: Notruf Hafenkante – Spätfolgen
- 2008: Die dunkle Seite – Regie: Peter Keglevic
- 2009: Mord ist mein Geschäft, Liebling – Regie: Sebastian Niemann
- 2009: Lilys Geheimnis – Regie: Andreas Senn
- 2010: Ken Folletts Eisfieber – Regie: Peter Keglevic
- 2010: Jerry Cotton – Regie: Cyrill Boss, Philipp Stennert
- 2010: Das Glück ist eine Katze
- 2010–2015: Der Kriminalist (42 Folgen)
- 2010: Die Kinder von Blankenese – Regie: Raymond Ley
- 2011: Tatort – Stille Wasser – Regie: Thorsten Näter
- 2012: SOKO Stuttgart
- 2012: Der letzte Bulle
- 2013: Christine. Perfekt war gestern!
- 2014: 16 über Nacht! (Fernsehfilm) – Regie: Sven Bohse
- 2014: Einmal Bauernhof und zurück – Regie: Olaf Kreisen
- 2015: Wilsberg – 48 Stunden – Regie: Dominic Müller
- 2015–2016: Einfach Rosa (TV-Reihe)
- 2015: Utta Danella – Lisa schwimmt sich frei
- 2016: Zeit für Frühling (Fernsehfilm)
- 2016: Der Zürich-Krimi – Borcherts Abrechnung (Fernsehserie)
- seit 2016: Die Eifelpraxis (Fernsehserie)
- 2017: Der Staatsanwalt – Liebe und Wut
- 2017: Fluss des Lebens – Geboren am Ganges (TV-Melodram)
- 2017: Chaos-Queens: Für jede Lösung ein Problem
- 2017: Ein starkes Team – Wespennest
- 2017: Die Pfefferkörner (Fernsehserie, 12 Folgen)
- 2018: Friesland – Der Blaue Jan (Fernsehreihe)
- 2019: Ein Ferienhaus auf Teneriffa
- 2019: Die Bergretter (Fernsehserie, 1 Folge)
- 2019: Weihnachten im Schnee
- 2020: Morden im Norden (Fernsehserie, Folge Kein Geld der Welt)
- 2021: Der Lehrer (Fernsehserie, Folge Nichts ist für immer, außer die Veränderung)
- 2021: Ein Sommer auf Elba (Fernsehreihe)
- 2021: Das Kindermädchen – Mission Italien (Fernsehreihe)
- 2021: Erzgebirgskrimi – Der letzte Bissen (Fernsehreihe)
- 2021: Der Dänemark-Krimi: Rauhnächte (Filmreihe)
- 2022: Beule – Zerlegt die Welt – Regie: Janek Rieke